# Carlos do Carmo, do Fado e do Mundo
Carlos do Carmo, do Fado e do Mundo é um livro escrito por Viriato Teles em 2003 e publicado pela editora Sete Caminhos. Trata-de uma extensa entrevista com o cantor Carlos do Carmo a propósito do Prémio José Afonso que lhe foi atribuído nesse ano.